# Джерело №2 (урочище «Білин»)
Джерело́ №2 — гідрологічна пам'ятка природи місцевого значення в Україні. Розташована на території Рахівського району Закарпатської області, на північний схід від центральної частини села Білин. 
Площа — 0,5 га. Статус присвоєно згідно з рішенням облради від 23.10.1984 року № 253. Перебуває у віданні «Рахівське ЛДГ» (Квасівське л-во, кв. 26, вид. 8). 
Статус присвоєно для збереження джерела мінеральної води (вуглекисла, гідрокарбонатно-натрієво-кальцієво-магнієва). Загальна мінералізація — 2,1 г/л. Мікроелементи: марганець, цинк, мідь. Для лікування захворювань органів травлення.